# هرا (حومة لنجة)
هرا (بالفارسية: هرا) هي مستوطنة تقع في إيران في مهران. يقدر عدد سكانها بـ 290 نسمة .